# William S. Hart
William Surrey Hart (Newburgh, Nova Iorque, EUA, 6 de dezembro de 1864 – Los Angeles, Califórnia, EUA, 23 de junho de 1946) foi um ator estadunidense, conhecido pelos seus papéis de cowboy em inúmeros filmes do gênero western.

## Biografia
Filho de Nicholas e Roseanna Hart, William conviveu, em sua infância, com índios Minneconjou e Sioux, devido ao trabalho de seu pai, que instalava maquinaria para moinhos nas regiões de Illinois, Iowa, Minnesota, Wisconsin e Dakota. Aprendeu a cavalgar, nadar, lavrar a terra, tratar de animais. Freqüentou a escola pública em West Farms, logo a abandonando para trabalhar nos correios locais.
Hart estreou no teatro aos 23 anos, participando de várias companhias teatrais. Trabalhou nas peças Ben-Hur, Squaw Man, The Virginian, The Barrier, The Hold-Up, The Trail of the Lonesome Pine, Moonshine.
Hart escreveu também alguns livros, entre eles sua autobiografia, My Life East and West.

## Carreira
Thomas Ince, seu amigo da época do teatro e supervisor da New York Motion Picture, sediada na Califórnia, deu-lhe uma chance no cinema, com o papel de vilão em dois western curtos. Posteriormente, fez o papel principal em "The Bargain" e "On the Night Stage", ambos de 1914, sob a direção de Reginald Barker.

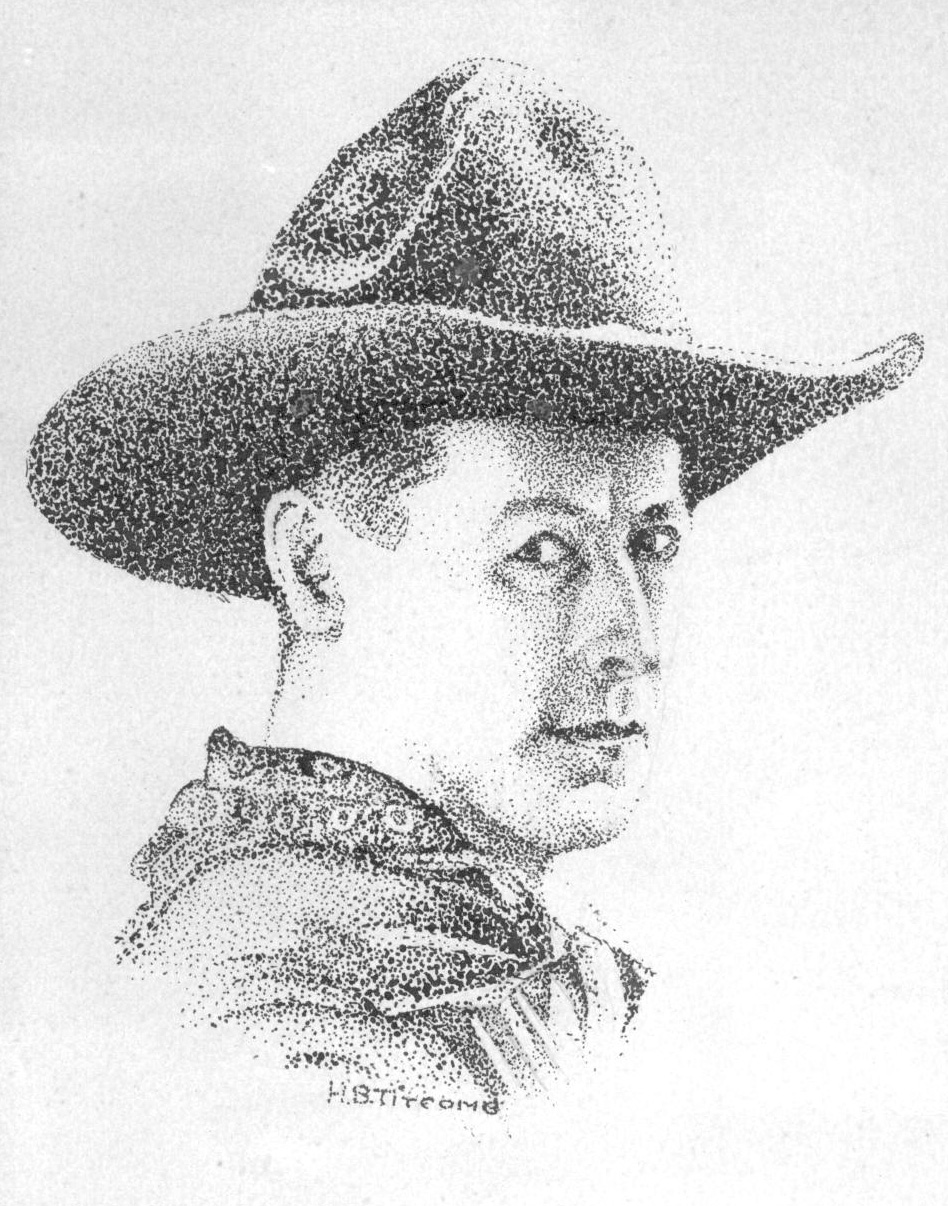
William S. Hart em 1929

Hart mudou-se para Los Angeles, e trabalhou em 18 filmes de western para a New York Motion Picture, entre eles "O Lobo Ferido" (The Darkening Trail). Em 1915, juntou-se a Mack Sennett, Harry Altken e D. W. Griffith, fundando com eles a Triangle Film Corporation. Na Triangle, Hart fez 17 filmes de western, com destaque para "Terra do Inferno" (Hells Hinges) e "Serás Minha Escrava" (The Aryan), ambos em 1916.
Em 1917, Hart foi, com Thomas Ince, para a Famous Players. Seguiram-se 25 filmes, muitos sob a direção de Lambert Hillyer. William Hart foi o diretor da maioria dos filmes que estrelou. Aos 56 anos, casou-se com Winifred Westover, que trabalhara com ele em "Um Amigo Precisoso" ou "João das Saias" (John Petticoats), de 1919, mas se separaram antes do nascimento do primeiro filho, William Hart, Jr., em 1922.
Hart deixou a Famous Players, indo para a United Artists, onde ficaria até fazer, em 1925, seu último filme, "O Rei do Deserto" (Tumbleweeds). Retirou-se das telas, tendo sido, posteriormente, convidado especial em "Fazendo Fitas" (Show People), de King Vidor, em 1928, além de dois "Instantâneos de Hollywood" (Screen Snapshots), da Columbia. Em 1939, "O Rei do Deserto" foi relançado pela Astor Pictures, com música, efeitos sonoros e um prólogo de oito minutos.

## Morte

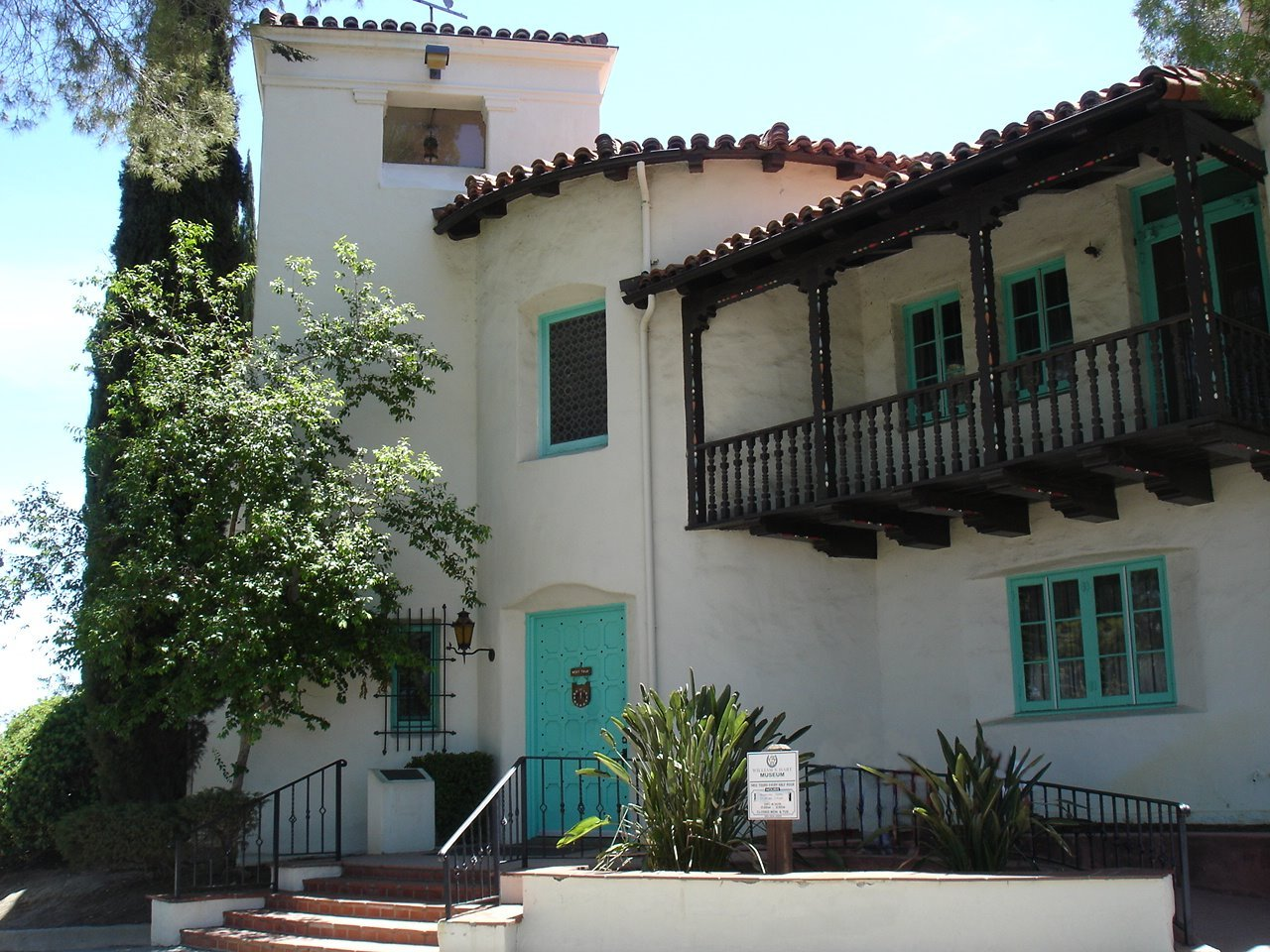
Casa de Hart, "La Loma de los Vientos" em Newhall, California, construída entre 1924 e 1928 em Spanish Colonial Revival architectural style, é atualmente um museu

Hart faleceu em Los Angeles, e está enterrado no Greenwood Cemetery, no Brooklyn, em Nova Iorque. Doou sua propriedade ao Los Angeles County, para servir como centro de recreação, assim justificando: "Enquanto estava fazendo filmes, os fãs me deram os seus níqueis e centavos. Quando partir para sempre, quero que fiquem com o meu lar".

## Filmografia
New York Motion Picture:
1914
- His Hour of Manhood – Dir. Thomas Chatterton
- Jim Cameron’s Wife – Dir. Thomas Chatterton
- The Bargain – Dir. Reginald Barker
- On the Night Stage – Dir. Reginald Barker
- The Passing of Two-Gun Hicks/ Taming the Four Flusher[nota 1] (O Convertido) – Dir. William S. Hart
- In the Sage Brush Country/ Mr. Nobody (Sr. Ninguém) – Dir: William S. Hart

1915
(Todos os filmes de 1915 foram dirigidos pelo próprio William S. Hart)
- The Scourge of the Desert/ A Reformed Outlaw (Bandido Regenerado)
- Mr. Silent Haskins/ The Marked Deck/ Dealing for Daisy/ His Royal Flush/ Man Against Man (Coração de Bandido)
- The Sheriff’s Streak a Yellow
- The Grudge/ The Haters
- The Roughneck/ The Gentlemen from Blue Guich
- The Taking of Luke McVane/ The Fugitive (O Fugitivo)
- The Man from Nowhere/ The Silent Stranger/ His Duty
- Bad Buck of Santa Inez/ The Bad Man/ Revolver Bill/ A Desperate Chance
- The Darkening Trail/ Hell Hound of Alaska (O Lobo Ferido)
- The Conversion of Frosty Blake/ The Convert/ Staking His Life
- Tools of Providence/ Dakota Dan/ Every Inch a Man/ The Struggle in the Steeple
- Cash Parrish’s Gal/ Double Crossed
- The Ruse/ A Square Deal/ Square Deal Man
- Pinto Ben/ Horns and Hoofs
- Keno Bates Liar/ The Last Card
- A Knight of the Trails/ Prowlers of the Plains (O Garimpeiro)

Triangle:
1915
- The Disciple (Suprema Revolta)
- Between Men (Prélio de Gigantes)

1916
- Hell’s Hinges (Terra do Inferno)
- The Aryan (Serás Minha Escrava)
- The Primal Lure (Vindita de Amor)
- The Apostle of Vengeance
- The Captive God (Deus Cativo)
- The Dawn Maker (Aurora Nova)
- The Return of Draw Egan/ The Fugitive (Algemas do Passado)
- The Patriot (Coração de Guerreiro)
- The Devil’s Doublé (Satanás na Terra)
- Truthful Tulliver (Apóstolo Moderno)
- The Gun Fighter (Terra de Sangue)
- The Square Deal Man (Rumo Novo)

1917
- The Desert Man (O Homem do Deserto)
- Wolf Lowry (Amor de Lobo)
- The Cold Deck (Trunfo é Pau/ Braço Forte)

Produção de William S. Hart/ Paramount- Artcraft:
1917
- The Narrow Trail (Meu Cavalo Malhado) – Dir. Lambert Hillyer
- The Silent Man (Braço de Ferro) – Dir. Wiliiam S. Hart

1918
- Wolves of the Rail (Lobos da Estrada)
- Blue Blazes Rawden (Vitória e Derrota)
- The Tiger Man (O Homem Tigre)
- Selfish Yates (Eu Acima de Tudo)
- Shark Monroe (O Inimigo Amado)
- Riddle Gawne (A Lei da Compensação). Com Lon Chaney.
- The Border Wireless
- Branding Broadway (Afronta Injusta)

1919
- Breed of Man (O Homem do Povo)
- The Popy Girl’s Husband (Minha Adoração)
- The Money Corral (Fados Adversos)
- Square Deal Sanderson (Justo Prestígio)
- Wagon Tracks (Missão de Vingança)
- John Petticoats (João das Saias/ Um Amigo precioso) – Dir. Lambert Hillyer
- Sand (Amizade Indissolúvel)

1920
- The Toll Gate (Quero Morrer Lutando) – Dir. Lambert Hillyer
- The Cradle of Courage (Batismo de Fogo) – Dir. Lambert Hillyer
- The Testing Block (Mãos Poderosas) – Dir. Lambert Hillyer
- O’Malley of the Mounted (Martírio) – Dir. Lambert Hillyer

1921
- The Whistle (O Apito) – Dir. Lambert Hillyer
- White Oak (O Corajoso) – Dir. Lambert Hillyer
- Travelin’on (Meu Cavalo Fiel) – Dir. Lambert Hillyer
- Three Word Brand (O Homem das Três Palavras) – Dir. Lambert Hillyer

Famous Players- Lasky/ Paramount- Artcraft:
1923
- Wild Bill Hickock (Beijos que Torturam) – Dir. Clifford S. Smith.

Prod. William S. Hart/ Paramount:
1924
- Singer Jim McKee (Coragem, Crença e Afeições) – Dir. Clifford S. Smith

Prod. William S. Hart/ United Artists:
1925
- Tumbleweeds (O Rei do Deserto) – Dir. King Baggot

Cenas de arquivo
1941
- One Foot in Heaven (cenas de The Silent Man, imagens de arquivo) (não creditado)

Adendos:
- All Star Production of Patriotic Episodes for the Second Liberty Loan, em 1917, no episódio War Relief, ao lado de Mary Pickford, Douglas Fairbanks e o Presidente Woodrow Wilson (propaganda).
- A Bullet for Berlin, em 1918, sob direção do próprio Hart, e com seu cavalo Fritz.

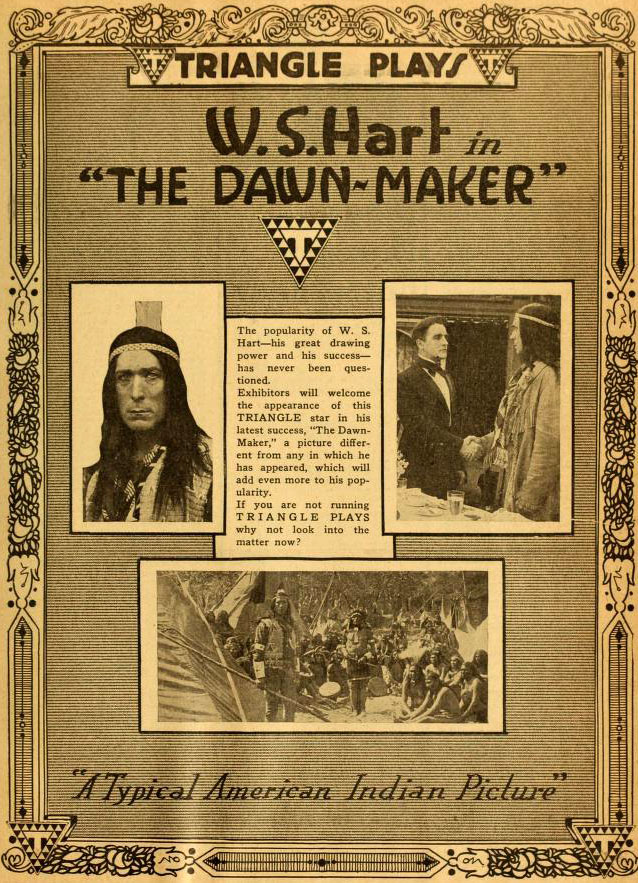
The Dawn-Maker (1916)
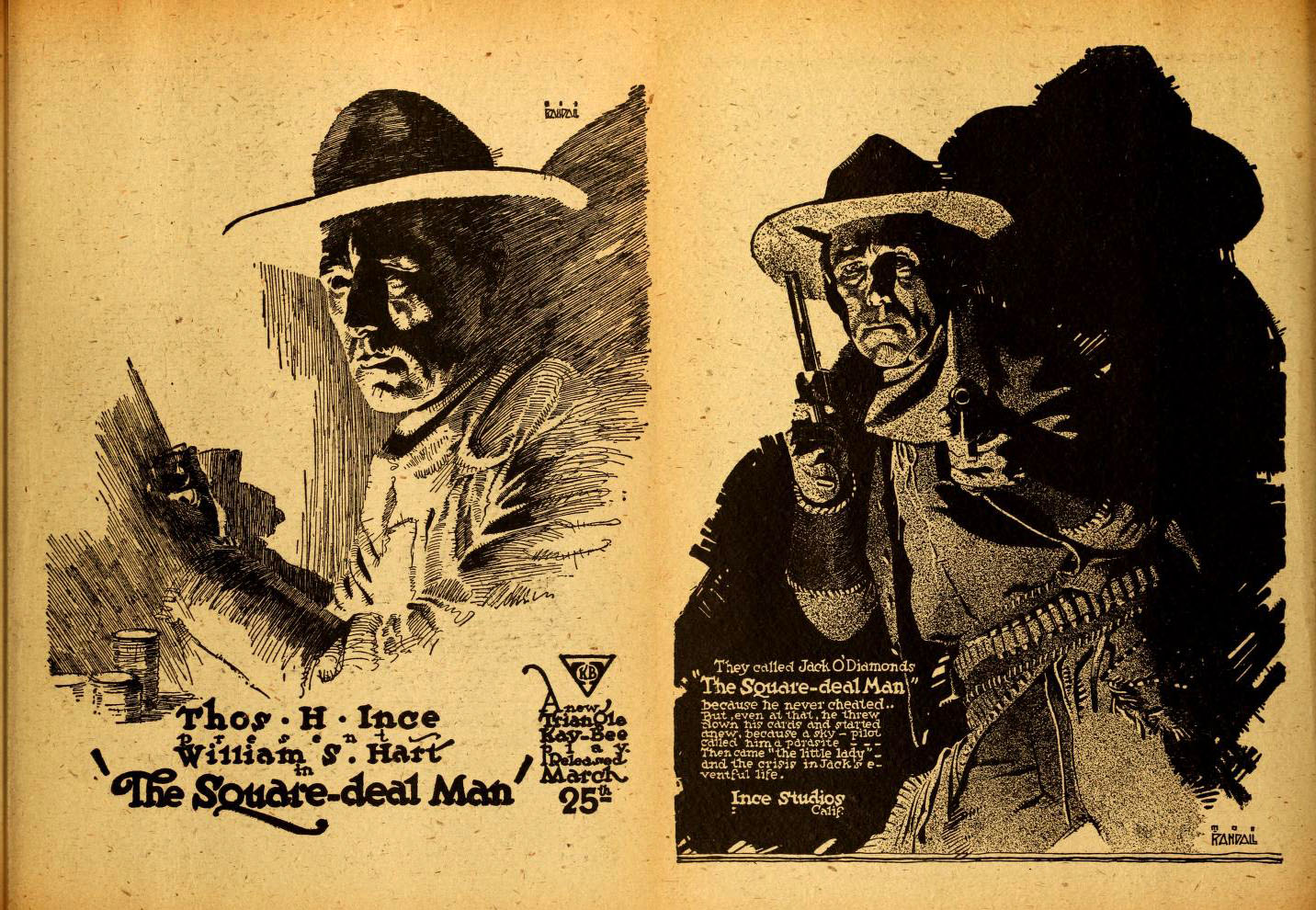
The Square Deal Man (1917)
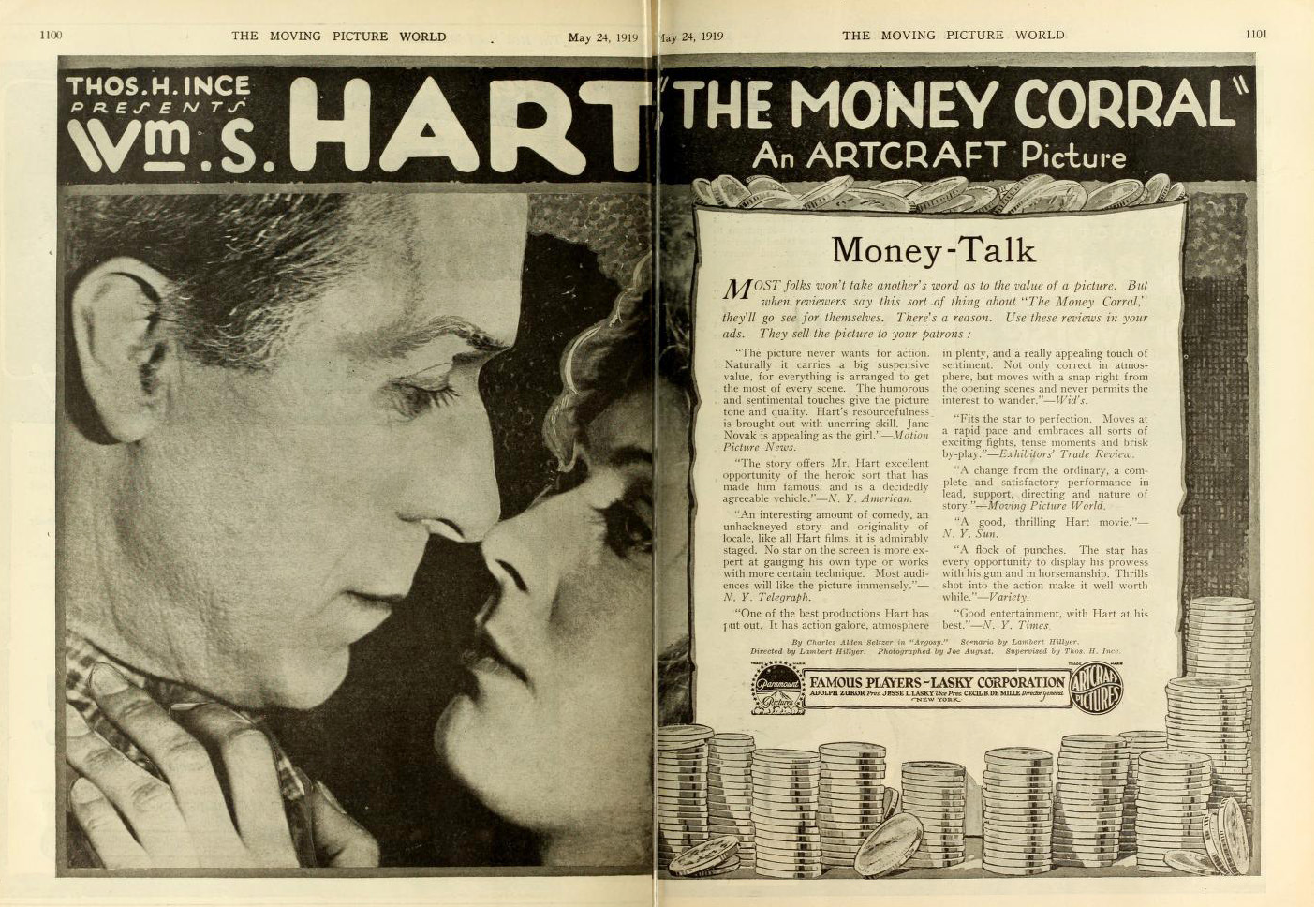
The Money Corral (1919)
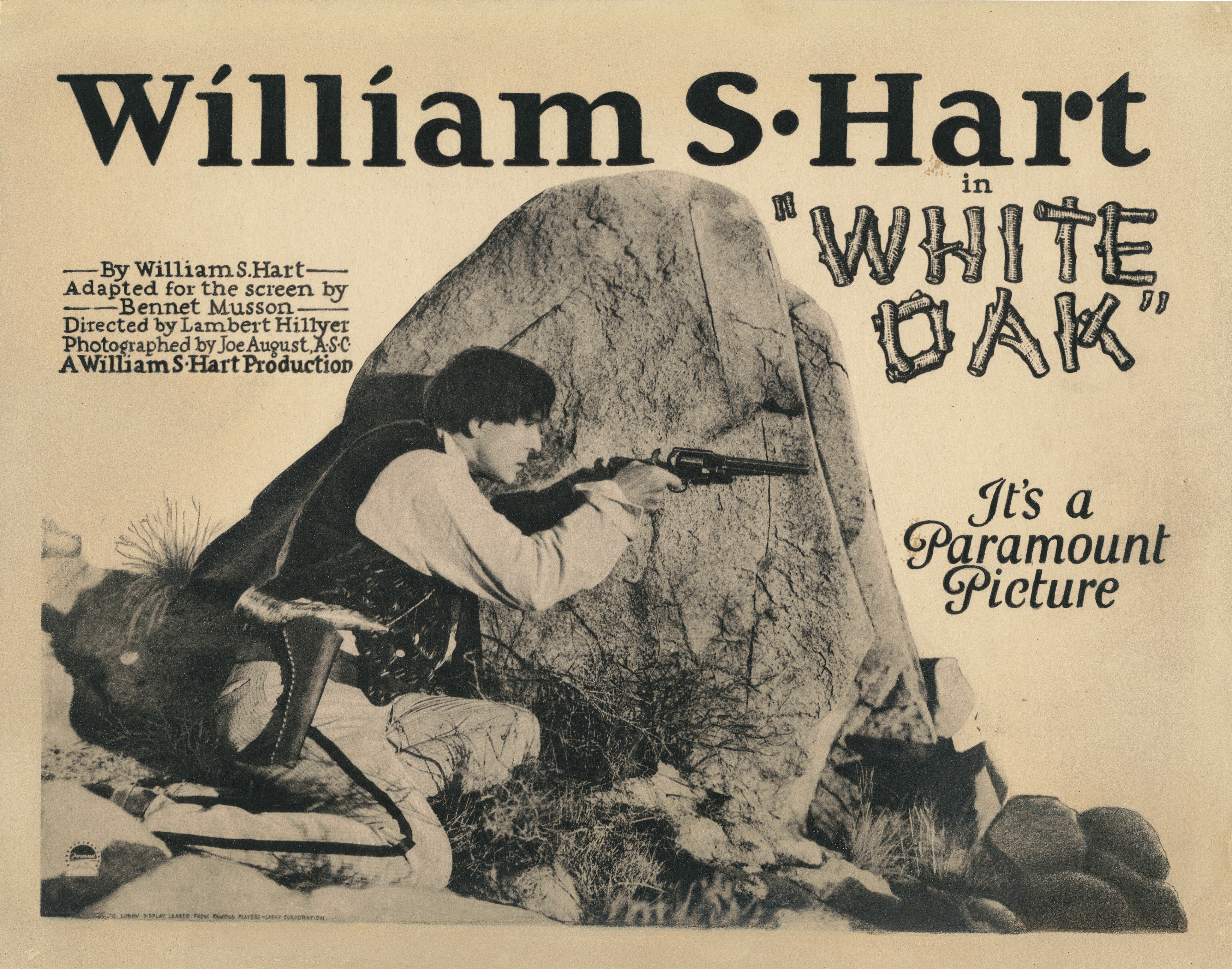
White Oak (1921)